# Chet Mutryn
Chester A. „Chet“ Mutryn (* 12. März 1921 in Cleveland, Ohio, USA; † 24. März 1995, ebenda) war ein US-amerikanischer American-Football-Spieler. Er spielte unter anderem als Halfback in der National Football League (NFL) bei den Baltimore Colts.

## Spielerlaufbahn

### Collegespieler
Chet Mutryn besuchte in seiner Geburtsstadt die Cathedral Latin High School, wo er als Quarterback American Football spielte. Nach seinem Schulabschluss schloss er sich der Xavier University an. Dort spielte er für die Xavier Musketeers neben American Football, auch Basketball und Baseball. Für die Footballmannschaft seines Colleges erzielte er in allen seinen drei Spielzeiten die meisten Punkte und wurde jeweils in die Staatsauswahl von Ohio gewählt. Im Jahr 1943 nahm er am Blue-Gray All-Star Game, einem Auswahlspiel der besten Collegespieler, teil.

### Profispieler
Chester Mutryn wurde im Jahr 1943 von den Philadelphia Eagles in der 20. Runde an 182. Stelle gedraftet. Er trat nie für das Team aus Philadelphia an, vielmehr leistete er während des Zweiten Weltkriegs seinen Wehrdienst bei der United States Navy. Nach Beendigung des Krieges schloss er sich den Cleveland Browns an, die ihn jedoch vor der Saison 1946 an die Buffalo Bisons abgaben. Die Bisons spielten in der neugegründeten All-America Football Conference (AAFC). Das Team von Mutryn wurde nach dem ersten Spieljahr in Buffalo Bills umbenannt. Im Jahr 1948 stellte Mutryn mehrere Individualrekorde in der AAFC auf. So konnte er unter anderem 10 Touchdowns durch Laufspiel erzielen und damit entscheidend zum Einzug seiner Mannschaft in die Play-offs beitragen. Im Spiel gegen die Baltimore Colts gelang ihm durch Laufspiel ein Raumgewinn von 54 Yards. Seine von Red Dawson betreute Mannschaft konnte das Spiel mit 28:17 gewinnen. Im folgenden AAFC-Endspiel gegen die von Paul Brown trainierten Cleveland Browns ging jedoch das Team von Mutryn mit einer 49:7-Niederlage als Verlierer vom Platz. Auch die Regular Season 1949 verlief für Chet Mutryn erfolgreich. Seiner Mannschaft gelang es nochmals in das AAFC Endspiel einzuziehen. Dort traf man erneut auf die Browns. Mutryn zeigte in der Auseinandersetzung eine gute Leistung, es gelang ihm zwei Pässe von Quarterback George Ratterman zu Touchdowns zu verwerten. Trotzdem musste sich seine Mannschaft mit 31:21 den Browns geschlagen geben. Mutryn wechselte nach dieser Saison – die AAFC musste aufgrund ihres Konkurses den Spielbetrieb einstellen – zu den Baltimore Colts, die in die NFL gewechselt waren. Die Mannschaft musste allerdings nach der Spielrunde 1950 aufgrund finanzieller Schwierigkeiten den Spielbetrieb ebenfalls einstellen. Zwar zogen ihn die Philadelphia Eagles im Jahr 1951 erneut in der NFL Draft, Mutryn beendete jedoch seine Laufbahn. Er kehrte in seine Geburtsstadt zurück und beschäftige sich fortan in der Wirtschaft mit der Bewertung von Immobilien.

## Ehrungen
Chet Mutryn wurde dreimal zum All Pro gewählt. Er ist Mitglied in der Greater Cleveland Sports Hall of Fame und in der Xavier University Athletics Hall of Fame.